# Elisabeth Domitien
Elisabeth Domitien (ur. 1925, zm. 26 kwietnia 2005 w Bimbo) – środkowoafrykańska polityk, premier, pierwsza kobieta-szef rządu na kontynencie afrykańskim.
Od 1972 roku była wiceprzewodniczącą Ruchu Rozwoju Społecznego Czarnej Afryki (MESAN), jedynej legalnej partii politycznej w kraju. 2 stycznia 1975 dyktator Jean-Bédel Bokassa mianował ją na nowo utworzony urząd premiera. Rząd został zdymisjonowany 7 kwietnia 1976. Po obaleniu cesarza Bokassy w 1979 roku została na krótki okres aresztowana. Po wyjściu na wolność zajęła się biznesem, pozostając jednocześnie wpływową postacią w kraju.